# Collonges-sous-Salève
Collonges-sous-Salève è un comune francese di 3 688 abitanti situato nel dipartimento dell'Alta Savoia della regione dell'Alvernia-Rodano-Alpi.

## Società

### Evoluzione demografica
Abitanti censiti